# Shota Tajima
Shota Tajima (田島 昇太 Tajima Shota?), född 29 september 1992 i Hyōgo prefektur, är en japansk fotbollsspelare.
Tajima började sin karriär 2015 i Fujieda MYFC. Han spelade 5 ligamatcher för klubben.